# Holy Island Waggonway
| Ehemalige Waggonway-Brücke |                     |  |  |                            |  |  |
| Holy Island mit dem östlichen Waggonway, 1860 |                     |  |  |                            |  |  |
| Spurweite: | 610 mm (2-Fuß-Spur) |  |  |                            |  |  |
| |                     |  |  |                            |  |  |
| \| \| \| \| \| Snipe Point \| \| \| \| \| \| \| \| Steinbruch Nessend \| \| \| \| \| \| \| \| Steinbruch \| \| \| \| \| \| \| \| \| \| \| \| \| \| \| \| \| \| \| \| \| \| \| \| \| \| \| \| \| \| \| \| St-Cuthbert-Kalksteinwerke \| \| \| \| \| \| \| \| \| \| \| \| \| \| \| \| Kennedy-Kalksteinwerke \| \| \| \| \| \| \| \| Chare Ends \| \| \| \| \| \| \| \| \| \| \| \| \| \| \| \| The Basin \| \| \| \| \| \| \| \| 1840er Schiffsanleger \| \| \| \| \| \| \| \| \| \| \| \| \| \| \| \| Kloster Lindisfarne \| \| \| \| \| \| \| \| \| \| \| \| \| \| \| \| \| \| \| \| \| \| \| \| Lindisfarne Castle \| \| \| \| \| \| \| \| Oben: Beladung \| \| \| \| \| \| \| \| Castle-Point-Brennöfen \| \| \| \| \| \| \| \| Unten: Entladung \| \| \| \| \| \| \| \| 1860er Landungsstege \| \| \| |                     |  |  |                            |  |  |
| |                     |  |  | Snipe Point                |  |  |
| |                     |  |  | Steinbruch Nessend         |  |  |
| |                     |  |  | Steinbruch                 |  |  |
| |                     |  |  |                            |  |  |
| |                     |  |  |                            |  |  |
| |                     |  |  |                            |  |  |
| |                     |  |  | St-Cuthbert-Kalksteinwerke |  |  |
| |                     |  |  |                            |  |  |
| |                     |  |  | Kennedy-Kalksteinwerke     |  |  |
| |                     |  |  | Chare Ends                 |  |  |
| |                     |  |  |                            |  |  |
| |                     |  |  | The Basin                  |  |  |
| |                     |  |  | 1840er Schiffsanleger      |  |  |
| |                     |  |  |                            |  |  |
| |                     |  |  | Kloster Lindisfarne        |  |  |
| |                     |  |  |                            |  |  |
| |                     |  |  |                            |  |  |
| |                     |  |  | Lindisfarne Castle         |  |  |
| |                     |  |  | Oben: Beladung             |  |  |
| |                     |  |  | Castle-Point-Brennöfen     |  |  |
| |                     |  |  | Unten: Entladung           |  |  |
| |                     |  |  | 1860er Landungsstege       |  |  |

Der Holy Island Waggonway bestand aus drei miteinander verbundenen Schmalspurbahnen auf der Insel Lindisfarne in Northumberland, England, die im Wesentlichen nacheinander von 1846 bis 1883 in Betrieb waren.:25, 31
Die ersten beiden Strecken verbanden die Kalksteinbrüche am Nordende der Insel mit den nahegelegenen Brennöfen und dann entlang der Westküste der Insel zu dem durch die Gezeiten beeinflussten Gewässer, das The Basin genannt wird und bei Tripping Chare nördlich des Klosters Lindisfarne liegt. Die dritte Bahnstrecke ersetzte die ersten beiden und verband die Steinbrüche mit neuen Brennöfen und zwei neuen Landungsstegen bei Lindisfarne Castle. Diese Strecke verlief an der Ostküste der Insel. Alle Strecken wurden Mitte der 1880er Jahre stillgelegt.

## Frühzeit
Die Kalköfen auf Lindisfarne wurden erstmals 1344 urkundlich erwähnt, obwohl das Verfahren sicher schon seit Tausenden von Jahren dort eingesetzt wurde, vor der Industrialisierung aber nur im kleinen Maßstab für den lokalen Bedarf.:13 Es gibt auch auf dem benachbarten Festland Kalksteinvorkommen, sodass es auf der Insel keinen wesentlichen Standortvorteil beim Kalkabbau gab. Die Inselbevölkerung galt im 18. Jahrhundert als verarmt, auswanderungswillig und gesetzlos. Die Anzahl der Bewohner nahm immer weiter ab.

## Industrialisierung
Während der Zeit des Enclosure Movement auf Lindisfarne in den 1790er Jahren wurde die landwirtschaftliche Nutzung der Insel intensiviert, und der Wert ihrer Produktion hat sich verachtfacht. Das führte im Zeitalter der Industrialisierung zusammen mit der Gewinnung der Bodenschätze Kohle und Kalk zu einem radikalen gesellschaftlichen Fortschritt.
Es gibt auf der Insel dünne, wenig ergiebige Kohlen-Flöze, die schon seit langem abgebaut wurden. In den frühen 1800er Jahren wurde versucht, die Kohle in größerem Maßstab abzubauen, aber das geringe Vorkommen und die schlechte Qualität der Kohle verursachte hohe Kosten bei niedrigem Ertrag, weil leichter zugängliche und bessere Kohle andernorts kostengünstiger verfügbar war.:12 Kohle wurde daher im 19. Jahrhundert per Schiff von Schottland und vor allem aus Süd-Northumberland importiert.
In den frühen 1800er Jahren, noch vor dem Bau der Schmalspurbahnen, wurde sogar Eisenerz auf der Insel abgebaut.:23 Wie bei der Kohle gab es aber andernorts ergiebigere und kostengünstiger abzubauende Vorkommen.

## St Cuthbert’s Limeworks Waggonway

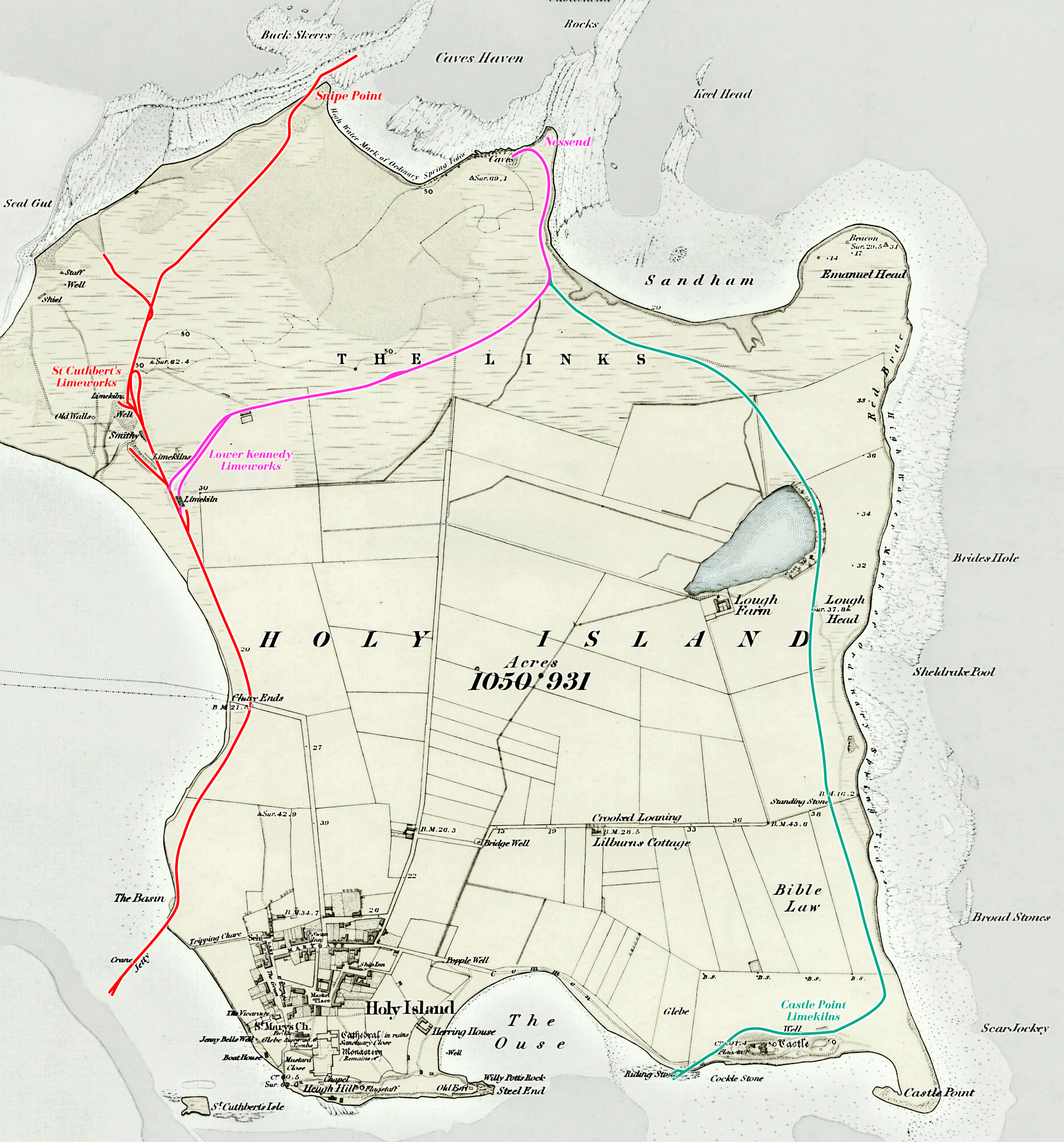
Karte 1: Die Waggonways der St Cuthbert’s Limeworks an der Westküste (rot), vom Nessend-Steinbruch nach Lower Kennedy (rosa) und vom Nessend-Steinbruch nach Castle Point (türkis)

Der Feudalherr John Selby wollte gebrannten Kalk nicht nur vor Ort vermarkten, sondern auch verschiffen. Er schrieb daher am 21. Dezember 1839 ein Gesuch an die königlichen Kommissionäre, in dem er sie beim Einrichten eines von Dampfmaschinen angetriebenen Steinbruchs, beim Bau von modernen Kalköfen, einer Schiffsanlegestelle und einer Eisenbahn, die diese miteinander verband, um Unterstützung bat. Der Schriftverkehr mit Gutachten und Berichten ging bis 31. Mai 1842 hin und her, bis die Kommissionäre dem königlichen Schatzamt empfahlen, die Kosten für den hölzernen Schiffsanleger zu übernehmen, wenn Selby den Rest finanziere. Ein enthusiastischer Bericht in der Berwick and Kelso Warder Zeitung am 25. Juli 1846 verkündete, dass die Bauarbeiten 1845 begonnen hatten und die Produktion in den „St Cuthbert’s Lime Works“ Anfang 1846 aufgenommen wurde, sodass mehrere Schiffsladungen gebrannter Kalk nach Dundee und zu anderen schottischen Häfen verschifft wurden. Der Bericht erwähnt auch, dass lokal auf der Insel abgebaute Kohle verwendet wurde. Die Größenordnung der Unternehmung war aber nur bescheiden, da der Census von 1851 nur acht in den Kalkwerken beschäftigte Arbeiter auflistet.:19–22
St Cuthbert’s Limeworks werden ohne Namensnennung auf Karte 1, der Ordnance Survey Map von 1860, gezeigt. Diese Kalkwerke werden gemeinsam mit Lime Works beschriftet und bestehen aus Well, Smithy, Limekiln und Limekilns.:25 Die Karte zeigt, dass der Waggonway die Steinbrüche im Norden der Insel über eine lange Rampe mit den St-Cuthbert’s-Kalköfen und über eine weitere Rampe mit dem Schiffsanleger im Süden nördlich von Tripping Chare verband, so dass mit ihm sowohl importierte Kohle von den Schiffen als auch gebrannter Kalk zum Verschiffen transportiert werden konnte. Der Schiffsanleger hatte einen Kran und zwei Gleisanschlüsse. Schiffe konnten dort nur bei Flut an- und ablegen.
Zwei Streckenabschnitte des St Cuthbert’s Limeworks Waggonway sind auf Karte 1 im Norden der Insel eingezeichnet. Der westliche, d. h. weiter südlich der mittlere, führt nach Seal Gut, einem Teil der Acre Quarries genannten Steinbrüche, deren gemeinsamer Name auf der Karte allerdings nicht vermerkt ist. Die östliche Bahnlinie führt über die Hochwasserlinie (Mean High Water Mark) beim Snipe Point auf die am Ufer gelegenen Felsen, die bei Flut zum Teil sogar täglich überspült wurden, was den Abbau erschwerte und die Produktivität beeinträchtigte. Dieser Steinbruch wurde Coves Quarry genannt,:22 was aber auf der Karte nicht vermerkt ist. Verwirrenderweise wird der Name Coves Head Quarry später auch für den Nessend-Steinbruch verwendet.:34
Die St Cuthbert’s Limeworks wurden zwischen 1859 und 1861 stillgelegt, aber das genaue Datum der Stilllegung der nördlich davon gelegenen Steinbrüche und des dazwischen verlaufenden Waggonways sind nicht überliefert. In Lower Kennedy wurde schon 1860 Kalk gebrannt, aber es ist durchaus möglich, dass gleichzeitig auch noch Kalk aus dem Nessend-Steinbruch in den St-Cuthbert’s-Werken verarbeitet wurde. Spätestens 1861 waren alle Arbeiten in den Steinbrüchen Coves und Acre in den Nessend-Steinbruch verlagert worden.:27

## Waggonway vom Nessend-Steinbruch nach Lower Kennedy

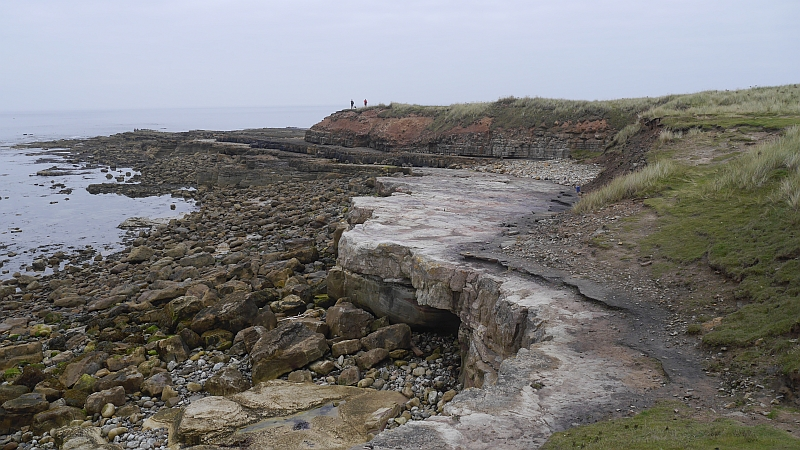
Kalksteinschicht bei Nessend

Die groß angelegten Werke und Transportwege der St Cuthbert’s Limeworks stellten einen Schrittwechsel in der Geschichte dar. Der Nessend-Steinbruch und die Lower Kennedy Limeworks bedeuteten weiteren Fortschritt, der sich aber nicht bezahlt machte. Der Nessend-Steinbruch wurde von den Gezeiten nicht beeinflusst und bot daher eine bessere Wirtschaftlichkeit als die Steinbrüche Coves und Acre.:22 Ein Waggonway, der Nessend mit einem 1846 erbauten Schiffsanleger südlich der St Cuthbert’s Limeworks verband, wird erstmals auf einer Admiralitätskarte aus der Zeit um 1855 erwähnt.:23
Im Jahr 1856 bewarb sich John Selby darum, seine Feudalherrschaft zu verlängern, die sonst 1858 ausgelaufen wäre. Er verleaste ab dem Michaelstag 1858 das Land und die Bergbaurechte für 21 Jahre an den Kalk-Händler John Nicholl aus Dundee gegen eine Gebühr von 250 £ plus 2 Pence pro Tonne abgebauten und gebrannten Kalks oberhalb von 5000 Tonnen pro Jahr.:28 Der Begriff „abgebaut und gebrannt“ (made and burnt) ist verwirrend, weil die Herstellung von einer Tonne gebranntem Kalk zwei Tonnen Kalkstein erfordert.:13

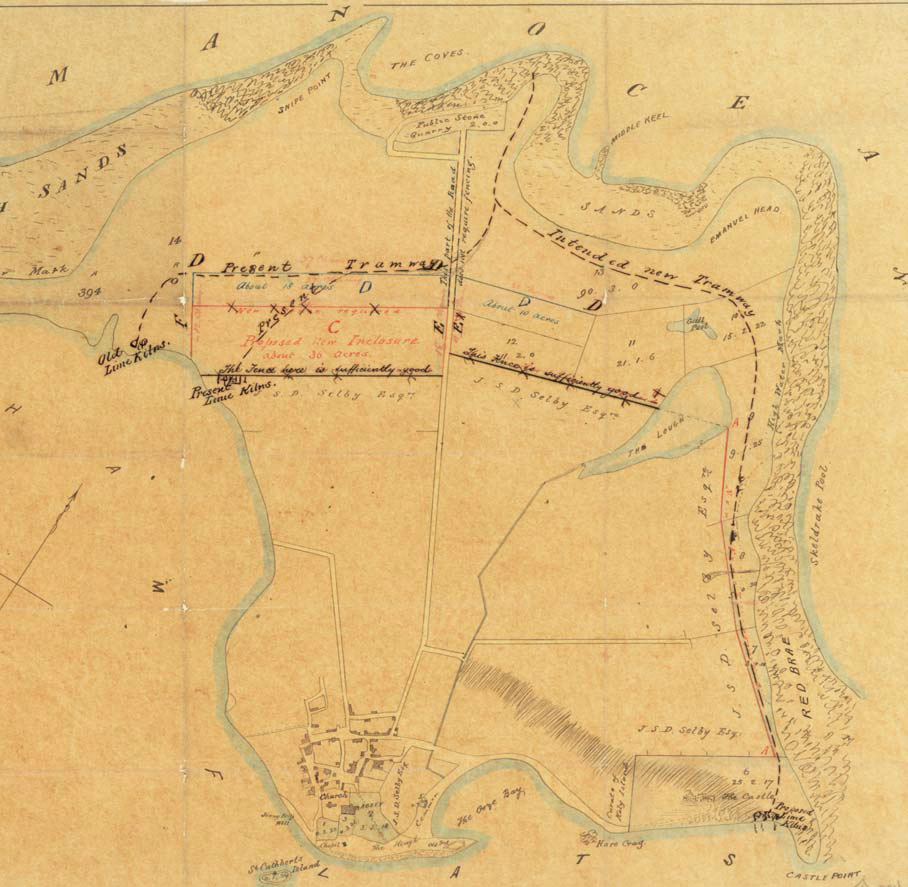
Karte 2: Alte und geplante neue Kalkwerke auf John Higgins’ Karte von 1860

Nicholl betrieb sein Unternehmen auf Holy Island wohl mit einigem Enthusiasmus aber mit ungenügender Vorsicht. Er erhielt im März 1860 von der Admiralität die Erlaubnis, Kalkbrennöfen bei Castle Point im Südosten der Insel zu errichten. Das war eine ambitionierte Verlagerung an eine geeignetere Stelle, obwohl er erst kurz zuvor den Brennofen mit drei Brennkammern für viel Geld gebaut hatte. Es gibt keine genauen Daten für die Inbetriebnahme und Stilllegung, aber John Higgins’ Karte 2 vom 8. März 1860 zeigt die später bei Castle Point errichteten Brennöfen als geplant (proposed) und die bei Lower Kennedy als noch bestehend (present). Der Berwick Advertiser begann Seefahrten nach Island anzuzeigen, zuerst mit der 302 t schweren Brigantine Isabella, die am 14. April 1860 mit einer Ladung Kalk nach Dundee in See stach und neun Tage später mit einer Ladung Kohle für die Brennöfen zurückkehrte. In diesem Bericht wird allerdings nicht vermerkt, ob das Schiff den älteren Schiffsanleger bei Tripping Chare oder die zwei neuen Landungsstege beim Lindisfarne Castle benutzte.:28–31
Es wird angenommen, dass der Lower Kennedy Waggonway von 1855 bis 1861 als Durchgangsstrecke und von 1858 bis 1861 als Abzweigung zu den Lower-Kennedy-Brennöfen genutzt wurde. Es sind keine Fotos der Anlagen bei Lower Kennedy bekannt, aber es gibt eine Zeichnung von Peter Westley.:24 Es ist nicht klar, warum Nicholl den Betrieb der Lower-Kennedy-Brennöfen so früh eingestellt hat. Entweder hatte er mit der Errichtung vorschnell gehandelt, bevor er den Standortvorteil von Castle Point erkannt hatte, oder er hatte sich nicht um die für den Betrieb erforderlichen Landnutzungsrechte gekümmert.:28–29
Nur die Census-Unterlagen von 1851, 1861, 1871 und 1881 listen Mitarbeiter der Kalkwerke bzw. Steinbrüche auf. Im Frühjahr 1861 war die Anzahl mehr als doppelt so hoch wie in anderen Jahren.:54–56 Laut dem Census von 1861 arbeiteten 35 Arbeiter an den Brennöfen und in den Steinbrüchen; viele davon lebten in einem neu entstandenen Dorf bei den Steinbrüchen. 1871 hatte sich das Unternehmen bereits verkleinert und es waren dann nur noch 9 Arbeiter an den Brennöfen und 11 Arbeiter in den Steinbrüchen beschäftigt.

## Waggonway vom Nessend-Steinbruch nach Castle Point

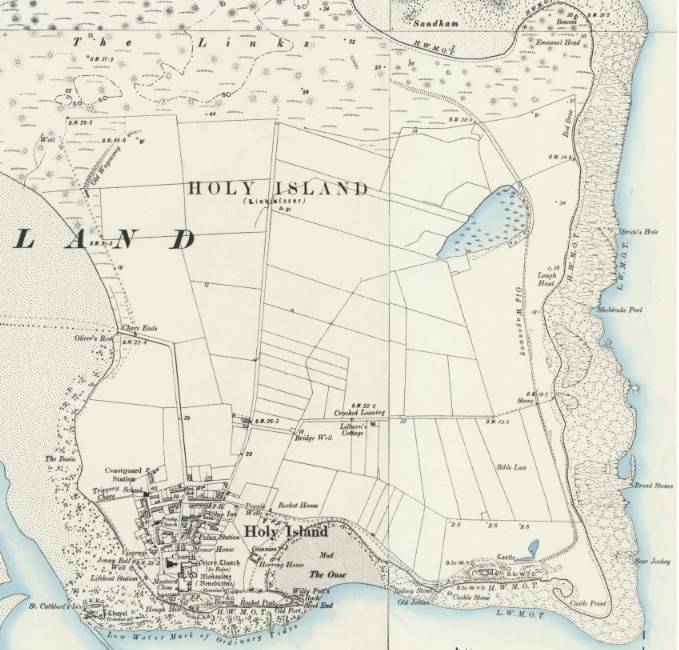
Karte 3: Streckenverlauf des östlichen Waggonways

Castle-Point-Brennöfen

Die Namen für die Eisenbahn änderten sich im Verlauf der Zeit von „Waggonway“ über „Wagonway“ in „Tramway“. Die dritte und letzte Eisenbahn auf der Insel war der auf Karte 3 eingezeichnete Waggonway oder Tramway an der Ostküste, der am längsten betrieben wurde und von dem heute noch Überreste zu sehen sind.
Um 1858 hatte sich Nicholl entschlossen, die Lower Kennedy Limeworks zu errichten und die älteren St Cuthbert’s Limeworks aufzugeben. Karte 2 zeigt seine Pläne. Nach einer kurzen intensiven Nutzung der Lower Kennedy Werke erhielt er von der Admiralität die Genehmigung, neue Brennöfen und zwei parallele Landungsstege in der Nähe von Lindisfarne Castle zu errichten und diese mit einer vollkommen neuen Tramway entlang der Ostküste mit den Steinbrüchen bei Nessend zu verbinden. Daher gab er um 1861 Lower Kennedy und den 1846 erbauten Schiffsanleger an der Westküste auf und hat vermutlich einiges Material davon wiederverwendet.:28–29
Die Insel wurde 1860 und 1898 für Ordnance-Survey-Karten vermessen. Die Karten von 1860 zeigen den östlichen Waggonway noch nicht, und bei der Vermessung für die von 1898 war der Eisenbahnbetrieb bereits seit 15 Jahren eingestellt und die Gleise abgebaut.:17, 33–41 Castle Point Limekilns hatten sechs Brennkammern, d. h. doppelt so viele wie Lower Kennedy. Es sind keine zeitgenössischen Fotos vom Betrieb der Brennöfen bekannt, aber zwei Gemälde von Ralph Hedley zeigen den Betrieb an den Landungsstegen von Castle Point.:26, 29 Das Geschäft war laut Berichten der königlichen Kommissionäre von 1870 und 1874 nicht profitabel. Ein Bericht über einen Landverkauf von 1874 weist darauf hin, dass die Steinbrüche selbst bei dem geringen Abbaurate bald erschöpft seien. Nachdem die Feudalherrschaft 1874 an Colonel Crossman übertragen worden war, kam es zu einem Streit zwischen Crossman und Nicholl.:35–38
Von 1871 bis 1881 halbierte sich die Zahl der Arbeiter noch ein weiteres Mal. In den 1860er Jahren segelten sechs von Nicholls Schiffen regelmäßig zwischen Holy Island und Dundee: Agnes, Belford, Isabella, Lancaster, Margaret Reid und Maria. Aber sie bildeten kein Monopol, da auch die Schiffe Curlew, Mersey, Robert Hood und Superior Kalk transportierten. Curlew und Mersey gerieten in Brand, als Seewasser mit dem ungelöschten Kalk in Berührung kam.:43 In den 1870er Jahren nahm die Anzahl der Schiffsladungen ab und die Arbeit wurde saisonal. Agnes war das letzte mit Kalk beladene Schiff, als sie am 17. September 1883 nach Dundee segelte. Nicholls Schiffe kamen auch weiterhin auf die Insel, aber weder für Kalk noch für Kohle.:37–38

## Betrieb der Steinbrüche, Waggonways, Brennöfen und Landungsstege

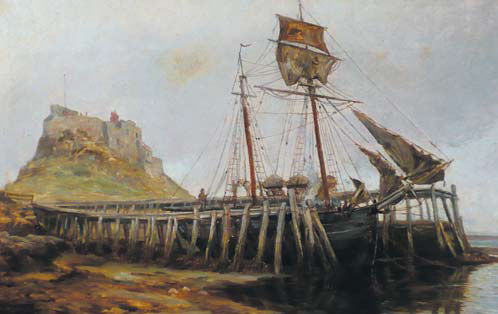
Lindisfarne von Westen von Ralph Hedley, 1883. Von dem höheren Landungssteg wird Kalk in das Schiff gekippt, wobei sich eine Staubwolke entwickelt

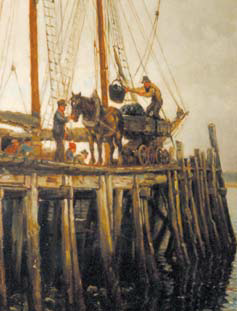
Entladung von Kohle auf einem hölzernen Landungssteg – Holy Island von Ralph Hedley, 1883

Es gibt wenig Informationen über die Abbaumethoden in den Steinbrüchen und dem Betrieb auf den Waggonways. Der Zensus von 1861 listet einen Maschinenschlosser und zwei Schmiede auf. Der einzige bekannte mechanische Apparat war ein Kran an dem Schiffsanleger von Tripping Chare. Es gab ein Sprengstofflager, das bis in die 1950er Jahre erhalten war, sodass davon ausgegangen wird, dass der Kalk, der zum Brennen abgebaut wurde, gesprengt wurde.:30–31 Es gibt keine Hinweise auf mechanische Geräte.
Hedleys Gemälde zeigen, wie ein Schiff zwischen den Landungsstegen bei Castle Point angelegt hat, die eine unterschiedliche Höhe aufweisen. Kohle wurde über ein an den Schiffsmasten angebrachtes Ladegeschirr auf eine von einem Pferd gezogene Kipplore auf dem niedrigeren Landungssteg entladen. Kalk wurde aus drei von einem Pferd gezogenen Kipploren von dem höheren Landungssteg direkt in den Laderaum des Schiffes gekippt. Anhand der Gemälde war die Spurweite des Waggonway etwa 2 Fuß (610 mm). Es gibt Anzeichen dafür, dass eine Dampflok versuchsweise betrieben wurde, aber als nicht geeignet befunden wurde, weil sie zu oft entgleiste.:31

## Überreste

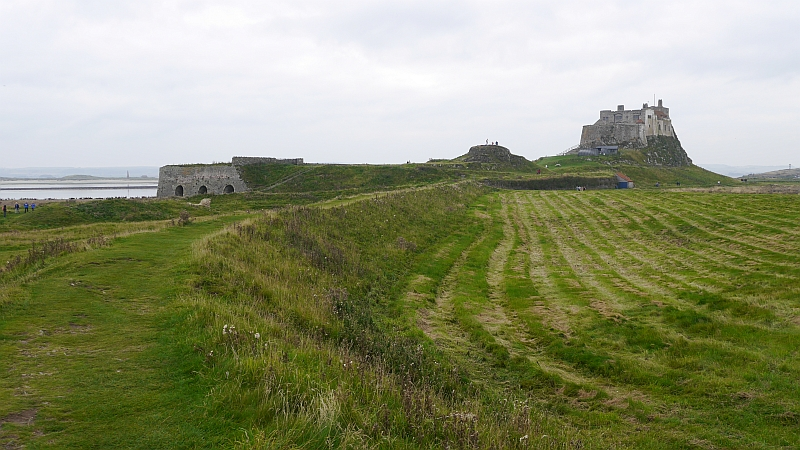
Bahndamm des Waggonways und Kalkstein-Brennöfen

Die ersten beiden Waggonways wurden um 1861 stillgelegt und anschließend abgebaut. Die Trasse bildet heute einen Fußweg von Chare Ends in Richtung Norden.
Der Steinbruch von Nessend ist auf der Karte beschriftet und in Satellitenfotos erkennbar. Von Sandham nach Süden verlief der dritte Waggonway auf einem Bahndamm bis zum Lindisfarne Castle, der sich heute noch in der freien Natur, auf Fotos und auf Satellitenbildern gut erkennen lässt.:50–52 Im Jahr 2014 bildete er das Fundament für einen befestigten Fußweg. Die Brennöfen am Lindisfarne Castle sind gut erhalten und werden vom National Trust denkmalpflegerisch betreut. Die auf unterschiedlichen Ebenen verlaufenden Trassen für den Transport von Kohle von dem niedrigeren 1861–83 errichteten Landungssteg zu den Brennöfen und von gebranntem Kalk zu den Schiffen können heute noch in der freien Natur und in verschiedenen Publikationen nachvollzogen werden.:33–39